# Parc éolien de Thorntonbank
Le parc éolien de Thorntonbank est un parc éolien offshore situé en mer du Nord à 28 km des côtes belges. Les éoliennes sont fixées sur le fond à 12 à 27 mètres de profondeur. Lorsque ce parc a été mis en route en 2009, sa puissance était de 30 MW. Sa puissance a été amenée à 325,2 MW en juillet 2013,.

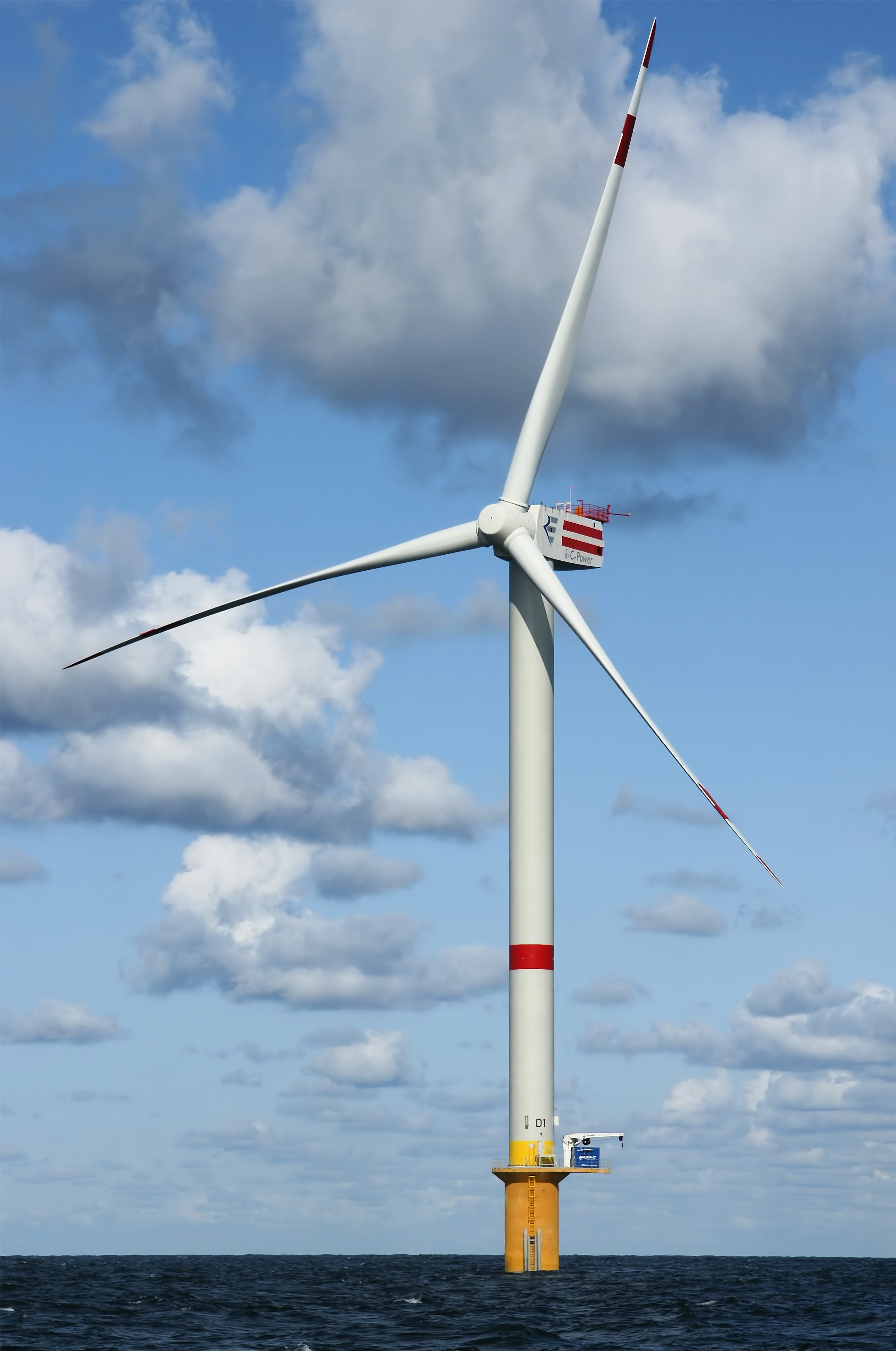
Turbine à vent D1
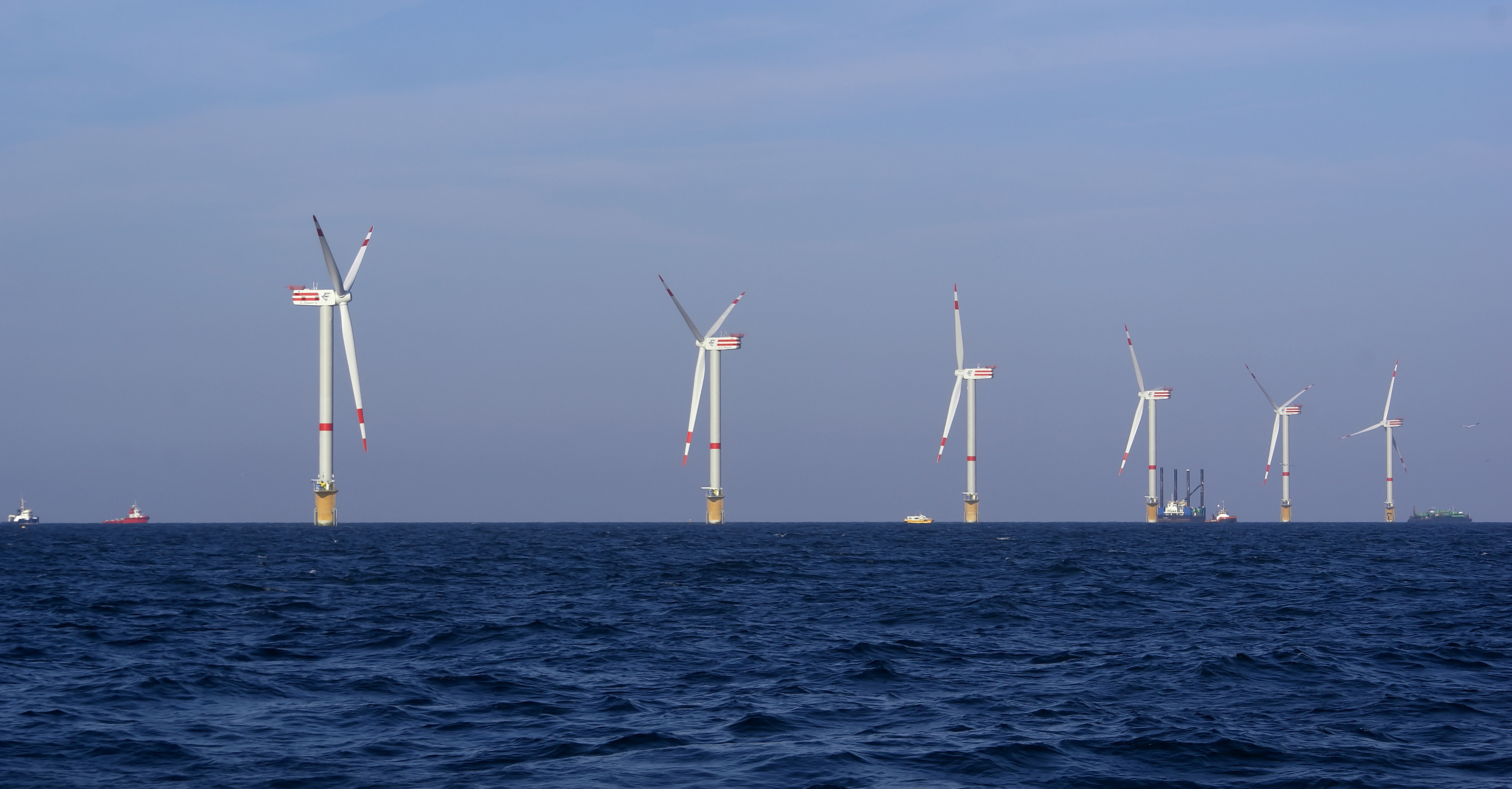
Turbines D1 à D6
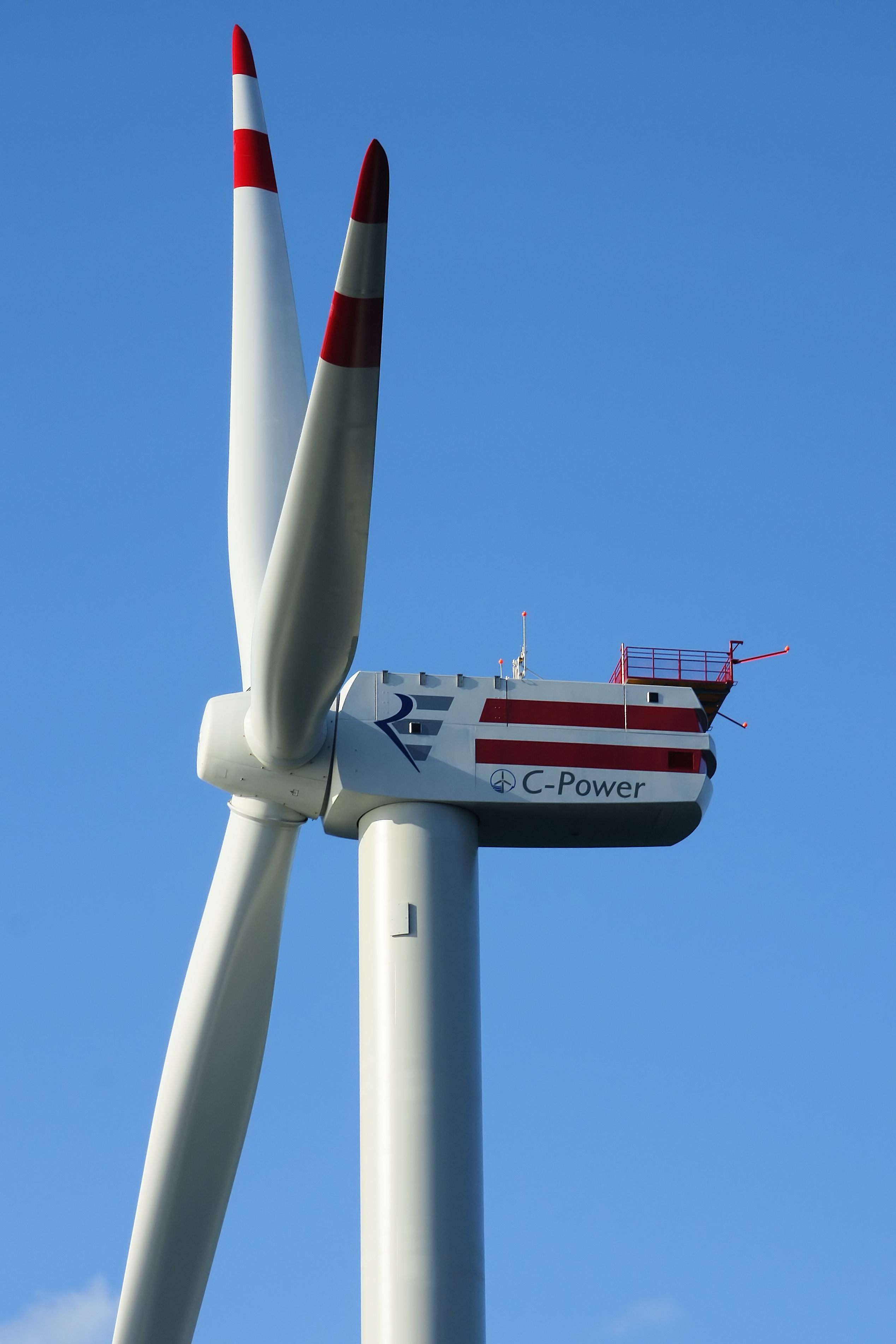
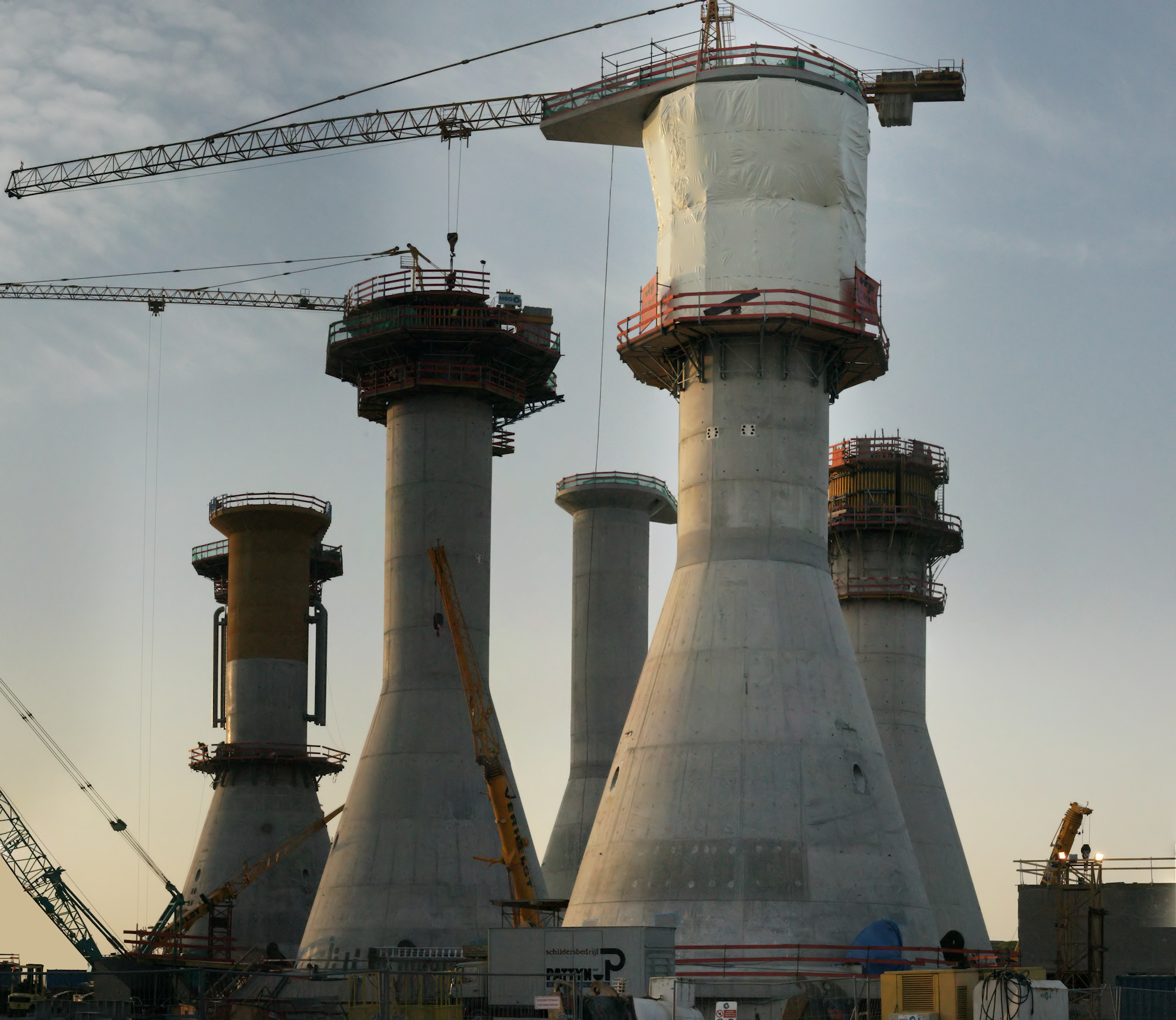
Turbine en construction
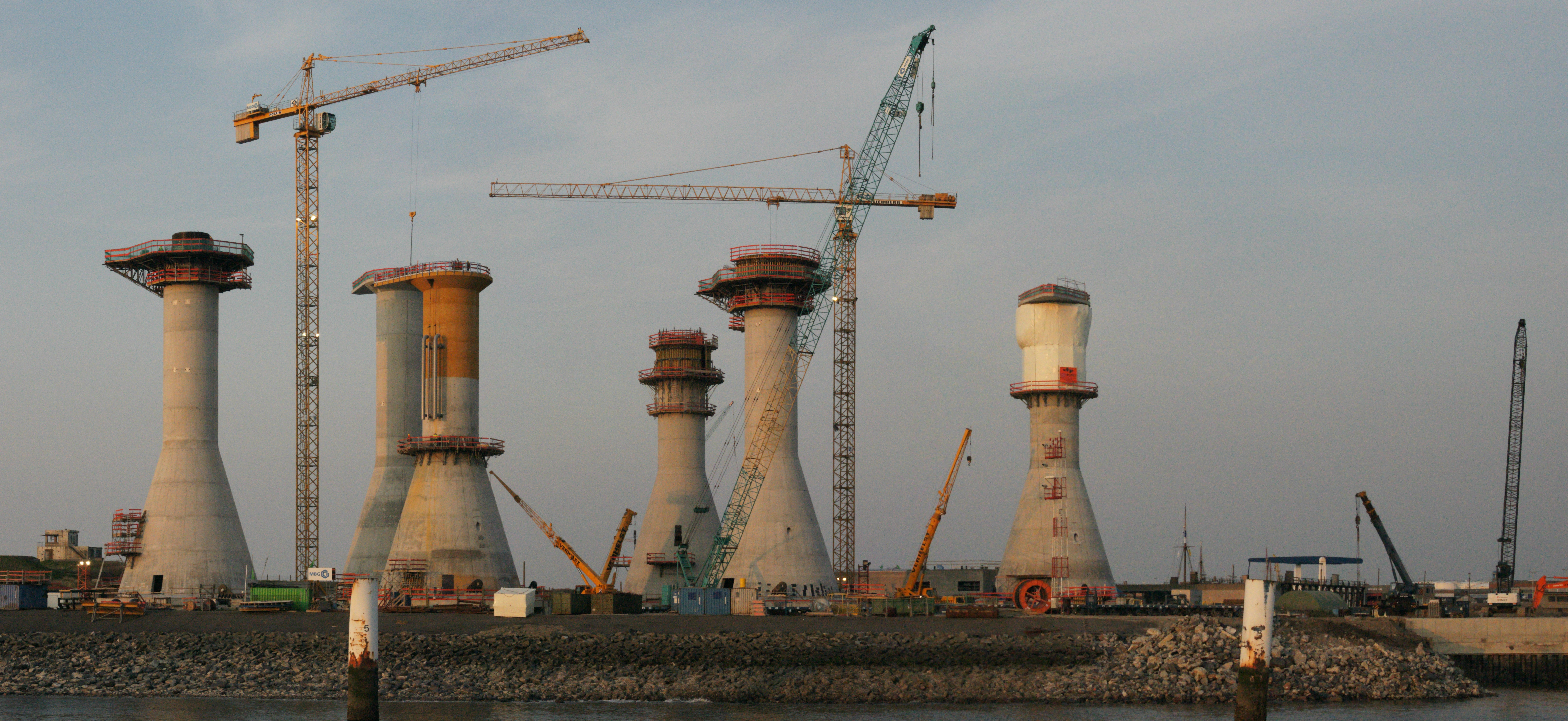
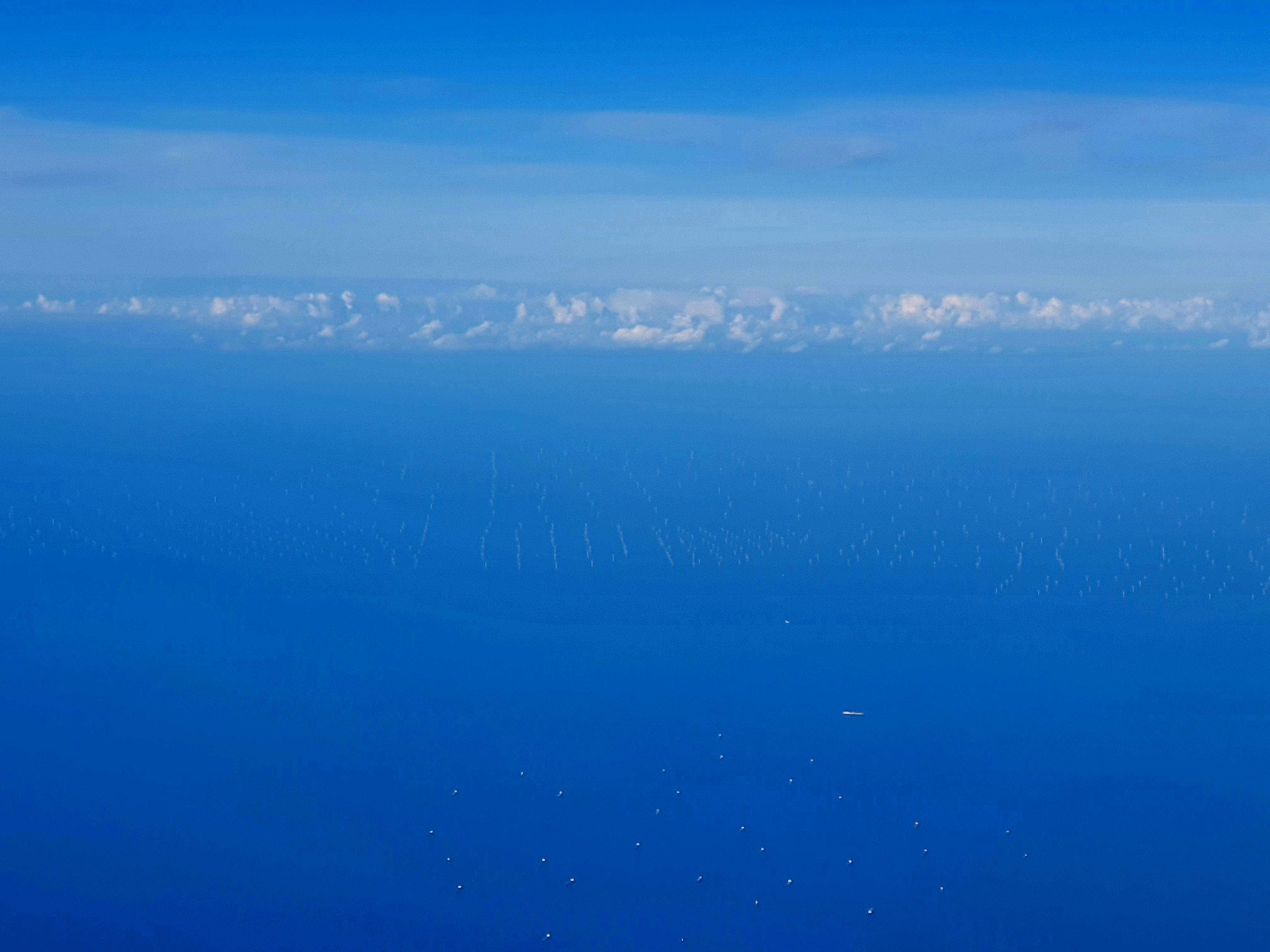
Le parc éolien vu du ciel.